# Острови на течението
„Острови на течението“ (на английски: Islands in the Stream) е роман на Ърнест Хемингуей, издаден през 1970 г. Той е първото от публикуваните посмъртно негови произведения с помощта на вдовицата му Мери Уелш. Първоначално книгата има за цел да възроди репутацията на Хемингуей след негативните отзиви за „Отвъд реката, сред дърветата“. Той започва да я пише през 1950 г. и напредва значително през 1951 г.
Творбата, груба, но привидно завършена, е намерена от вдовицата му сред 332-те творби, които Хемингуей оставя след смъртта си. „Острови на течението“ е трябвало да обхване три истории, които да илюстрират различни етапи от живота на главния герой Томас Хъдсън. Трите различни части от романа първоначално е трябвало да бъдат озаглавени „Морето, когато бях млад“, „Морето, когато отсъствах“ и „Морето, когато съществувах“. Тези заглавия обаче са променени в трите настоящи действия на романа: „Бимини“, „Куба“ и „В морето“.
На български е издадена за първи път от Издателство на Отечествения фронт през 1972 г.

## Предистория
В началото на 1950 г. Хемингуей започва работа по „морска трилогия“, състояща се от три части: „Морето, когато е младо“ (развиваща се в Бимини); „Морето, когато отсъствах“ (в Хавана) и „Ставащото море“. Той също така написва непубликувания разказ „Морско преследване“, който съпругата и редакторът му комбинират с предишните истории за островите, преименувайки ги на „Острови на течението“, публикуван през 1970 г.

## Герои
- Томас Хъдсън – известен американски художник
- Томи Хъдсън младши – най-голям син на Томас Хъдсън
- Дейвид Хъдсън – среден син на Томас Хъдсън
- Андрю Хъдсън – най-малък син на Томас Хъдсън
- Роджър Дейвис – писател, стар приятел на Томас Хъдсън
- Еди – иконом на Томас Хъдсън в Бимини
- Мистър Боби – съдържател на бар „Понсе де Леон“, приятел на Томас Хъдсън
- Одри Брюс – привлекателна девойка, дъщеря на парижки приятели на Томас Хъдсън.

## Сюжет
Първото действие, „Бимини“, започва с въвеждане на героя на Томас Хъдсън – типична хемингуейска стоическа мъжка фигура. Хъдсън е известен американски художник, който намира спокойствие на остров Бимини на Бахамските острови, далеч от обичайния си приключенски начин на живот. Строгата рутинна работа на Хъдсън е прекъсната, когато тримата му сина пристигат за лятото, и това е сюжетът на по-голямата част от тази първа част. В нея е представен и героят на Роджър Дейвис – писател и един от най-старите приятели на Хъдсън. Въпреки че подобно на Хъдсън той се бори с неспоменат вътрешен конфликт, Дейвис изглежда действа като по-динамичен и социален образ от героя на Хъдсън. Частта завършва с това, че Хъдсън получава новини за смъртта на двете си най-малки деца скоро след като те напускат острова.
„Куба“ се развива скоро след това по време на Втората световна война в Хавана, Куба, където читателят се запознава с по-възрастния Хъдсън, току-що получил новини за смъртта на най-големия си (и последен) син във войната. Тази втора част ни запознава с един по-циничен и интровертен герой, който прекарва дните си на острова, пиейки доста и извършвайки морско разузнаване за американската армия на борда на яхтата Хъдсън, превърната в помощна патрулна лодка.
„В морето“, последната част на романа, следва Хъдсън и екип от партизани на борда на тяхната лодка, докато проследяват и преследват оцелели от потънала немска подводница при архипелага Хардинес дел Рей по северното крайбрежие на Куба. Хъдсън има намерение да намери избягалите германци, след като установява, че те са избили цялото село, за да прикрият бягството си. Романът завършва с престрелка и унищожение на германците в един от приливните канали около остров Кайо Гилермо. Предполага се, че Хъдсън е смъртно ранен в битка, въпреки че краят е леко двусмислен. По време на преследването той престава да поставя под въпрос смъртта на децата си. В тази глава звучи силно влиянието на по-ранната работа на Хемингуей „За кого бие камбаната“.

## Влияние на реалния живот
Хемингуей използва много от реалния си житейски опит, приятели и роднини, за да оформи своите истории и да изгради героите си. Сюжетът на книгата е до голяма степен автобиографичен. В Хъдсън и семейството му са разпознаваеми самият писател и синовете му. Възрастта и външният вид, броят на браковете и децата, професията на „Хем“ и Хъдсън са напълно еднакви. Патрик, средният син на Хемингуей, в книгата си „Острови в океана: Мемоарите на един син“ описва същите истории, описани в романа от баща му. Дори прякорите, навиците и цвета на котките в романа и живота на Хемингуей са еднакви.
Хенри Стратър – американски художник прекарва лятото с Хемингуей на риболов в Бимини през 1935 г. Той е показан на съседната снимка, стоящ до смятания за 1000-паундов марлин, който е наполовина изяден от акули.
Докато са на Бимини, заможната американска двойка Джералд и Сара Мърфи – добри приятели на Хемингуей, губят малкия си син Баот поради болест. Мъката на Хемингуей за загубата е отразена в писмата му до Мърфи.
По време на Втората световна война Хемингуей лови подводници на борда на лодката си „Пилар“. Лодката му е оборудвана с комуникационни средства, предоставени от посолството на САЩ в Хавана.